# Гедеон Светогорски
Преподобни мученик Гедеон је пореклом Грк од врло сиромашних родитеља. У младости насилно потурчен. Раскајан одбегне у Свету гору, где у манастиру Каракалу прими чин монашки. Жељан мучеништва за Христа, он узе благослов од свог духовника и оде у оно место где се и потурчио беше, и јавно пред Турцима исповеди веру Христову и наружи Мухамеда као лажног пророка. Турци му обријаше главу, метнуше наопако на магарца и водише кроз град. Но он се радоваше тој порузи ради Христа. После му одсекоше секиром све прсте на рукама и ногама, као негда светом Јакову Персијанцу, и најзад га бацише у нужник где предаде душу своју свету Богу, 1818. године у месту Турнову у Тракији. Чудотворне мошти почивају му у цркви Светих Апостола у селу Турнову, а један део моштију налази се у манастиру Каракалу.
Српска православна црква слави га 30. децембра по црквеном, а 12. јануара по грегоријанском календару.